# The Fabric
The Fabric er en dansk kortfilm fra 2018 instrueret af Henrik Bjerregaard Clausen.

## Handling
I en mørk og dyster celle sidder en fysiker fængslet. Han har hukommelsestab og bryder sin hjerne med ét spørgsmål; hvordan slipper han væk? Forfærdelige væsner holder øje med ham dag og nat - eller er det hans fantasi der løber af med ham? Overalt i cellen har han skrevet symboler og formler, der måske kan få ham væk, men han har svært ved at afkode, om han er blevet sindssyg eller lige på kanten til at gøre en nyskabende opdagelse. En dag får han et gennembrud…

## Medvirkende
- Rudi Køhnke, Ignus
- Simone Lykke, Talya
- Camilla Gottlieb, Dr. Redfield